# Günther Herrmann
Günther Herrmann (Treviri, 1º settembre 1939 – 22 luglio 2023) è stato un calciatore tedesco, di ruolo centrocampista.

## Carriera
Giocò nella massima serie tedesca con Schalke 04 e Karlsruhe. Venne convocato per i Mondiali del 1962.

## Palmarès

### Titoli Nazionali
- Campionati della Germania Meridionale: 1

Karlsruhe: 1959-1960

### Titoli Internazionali
- Coppa delle Alpi: 1

Schalke 04: 1968